# Gerald Mason
Gerald Mason (* 12. August 1877 in Ashton-upon-Mersey; † 30. September 1951 in Woolacombe) war ein britischer Lacrossespieler.

## Erfolge
Gerald Mason war bei den Olympischen Spielen 1908 in London Mitglied der britischen Lacrossemannschaft und spielte auf der Position eines Verteidigers. Neben ihm gehörten außerdem George Alexander, George Buckland, Sydney Hayes, Wilfrid Johnson, Edward Jones, Reginald Martin, Norman Whitley, Johnson Parker-Smith, Hubert Ramsey, Charles Scott und Eric Dutton zum Aufgebot. Nach dem Rückzug der südafrikanischen Mannschaft wurde im Rahmen der Spiele lediglich eine Lacrosse-Partie gespielt, die zwischen dem Gastgeber aus Großbritannien und Kanada ausgetragen wurde. Nach einer 6:2-Halbzeitführung gewannen die Kanadier die Begegnung letztlich mit 14:10, sodass Mason ebenso wie seine Mannschaftskameraden die Silbermedaille erhielt.
Mason spielte auf Vereinsebene für den Stockport Lacrosse Club. Neben Spielen für England bestritt er auch zahlreiche Partien auf County-Ebene für Cheshire und nahm mehrfach an den zur damaligen Zeit prestigereichen Begegnungen The North gegen The South teil. Mason hatte insgesamt sechs Brüder, die alle zu Nationalmannschaftseinsätzen für die Lacrossemannschaft Englands kamen.